# Оскар (73-тя церемонія вручення)
73-тя церемонія вручення кінопремії «Оскар» за 2000 рік відбулася 25 березня 2001 року у «Шрайн Одиторіум» (Лос-Анджелес, Каліфорнія).

## Фільми, що отримали кілька номінацій
| Фільм                                                  | номінації | перемоги |
| ------------------------------------------------------ | --------- | -------- |
| • Гладіатор/Gladiator                                  | 12        | 5        |
| • Тигр, що підкрадається, дракон, що зачаївся/卧虎藏龙 | 10        | 4        |
| • Траффік/Traffic                                      | 5         | 4        |
| • Ерін Брокович/Erin Brockovich                        | 5         | 1        |
| • Шоколад/Chocolat                                     | 5         | -        |
| • Майже знамениті/Almost Famous                        | 4         | 1        |
| • Вундеркінди/Wonder Boys                              | 3         | 1        |
| • Як Ґрінч вкрав Різдво/How the Grinch Stole Christmas | 3         | 1        |
| • Біллі Елліот/Billy Elliot                            | 3         | -        |
| • Перо маркіза де Сада/Quills                          | 3         | -        |
| • Патріот/The Patriot                                  | 3         | -        |
| • Поллок/Pollock                                       | 2         | 1        |
| • U-571/U-571                                          | 2         | 1        |
| • Вигнанець/Cast Away                                  | 2         | -        |
| • Претендент/The Contender                             | 2         | -        |
| • Можеш розраховувати на мене/You Can Count on Me      | 2         | -        |
| • Тінь вампіра/Shadow of the Vampire                   | 2         | -        |
| • О, де ж ти, брате?/O Brother, Where Art Thou?        | 2         | -        |
| • Малена/Malèna                                        | 2         | -        |
| • Ідеальний шторм/The Perfect Storm                    | 2         | -        |

## Список лауреатів та номінантів
★Переможці виділені окремим кольором.

### Основні категорії
| Категорії                                                               | Лауреати та номінанти                                                                        | Лауреати та номінанти                                                         |
| ----------------------------------------------------------------------- | -------------------------------------------------------------------------------------------- | ----------------------------------------------------------------------------- |
| Найкращий фільм (нагороди вручав Майкл Дуглас)                          | ★Гладіатор (продюсери: Дуглас Вік, Девід Францоні та Бранко Лустіг)                          | ★Гладіатор (продюсери: Дуглас Вік, Девід Францоні та Бранко Лустіг)           |
| Найкращий фільм (нагороди вручав Майкл Дуглас)                          | • Шоколад (продюсери: Девід Браун, Кіт Голден та Леслі Голлерен)                             |                                                                               |
| Найкращий фільм (нагороди вручав Майкл Дуглас)                          | • Тигр, що підкрадається, дракон, що зачаївся (продюсери: Вільям Конг, Лі-Конг Хсю і Енг Лі) |                                                                               |
| Найкращий фільм (нагороди вручав Майкл Дуглас)                          | • Ерін Брокович (продюсери: Денні ДеВіто, Майкл Шамберг та Стейсі Шер)                       |                                                                               |
| Найкращий фільм (нагороди вручав Майкл Дуглас)                          | • Траффік (продюсери: Едвард Цвік, Маршалл Герсковіц та Лаура Бікфорд)                       |                                                                               |
| Найкращий режисер (нагороду вручав Том Круз)                            |                                                                                              | ★Стівен Содербергза фільм«Траффік»                                            |
| Найкращий режисер (нагороду вручав Том Круз)                            | • Стівен Долдрі — «Біллі Елліот»                                                             |                                                                               |
| Найкращий режисер (нагороду вручав Том Круз)                            | • Енг Лі — «Тигр, що підкрадається, дракон, що зачаївся»                                     |                                                                               |
| Найкращий режисер (нагороду вручав Том Круз)                            | • Стівен Содерберг — «Ерін Брокович»                                                         |                                                                               |
| Найкращий режисер (нагороду вручав Том Круз)                            | • Рідлі Скотт — «Гладіатор»                                                                  |                                                                               |
| Найкраща чоловіча роль (нагороду вручала Гіларі Свонк)                  |                                                                                              | ★Рассел Кроу — «гладіатор» (за роль Максимуса)                                |
| Найкраща чоловіча роль (нагороду вручала Гіларі Свонк)                  | • Хав'єр Бардем — «Поки не настане ніч» (за роль Рейнальдо Аренаса)                          |                                                                               |
| Найкраща чоловіча роль (нагороду вручала Гіларі Свонк)                  | • Том Генкс — «Вигнанець» (за роль Чака Ноланда)                                             |                                                                               |
| Найкраща чоловіча роль (нагороду вручала Гіларі Свонк)                  | • Ед Гарріс — «Поллок» (за роль Джексона Поллока)                                            |                                                                               |
| Найкраща чоловіча роль (нагороду вручала Гіларі Свонк)                  | • Джеффрі Раш — «Перо маркіза де Сада» (за роль маркіза де Сада)                             |                                                                               |
| Найкраща жіноча роль (нагороду вручав Кевін Спейсі)                     |                                                                                              | ★Джулія Робертс — «Ерін Брокович» (за роль Ерін Брокович)                     |
| Найкраща жіноча роль (нагороду вручав Кевін Спейсі)                     | • Джоан Аллен — «Претендент» (за роль сенатора Лейн Генсон)                                  |                                                                               |
| Найкраща жіноча роль (нагороду вручав Кевін Спейсі)                     | • Жульєт Бінош — «Шоколад» (за роль Вієнн Роше)                                              |                                                                               |
| Найкраща жіноча роль (нагороду вручав Кевін Спейсі)                     | • Еллен Берстін — «Реквієм за мрією» (за роль Сари Голдфарб)                                 |                                                                               |
| Найкраща жіноча роль (нагороду вручав Кевін Спейсі)                     | • Лора Лінні — «Можеш розраховувати на мене» (за роль Саманти «Семмі» Прескотт)              |                                                                               |
| Найкраща чоловіча роль другого плану (нагороду вручала Анджеліна Джолі) |                                                                                              | ★Бенісіо дель Торо — «Траффік» (за роль Хав'єра Родрігеса)                    |
| Найкраща чоловіча роль другого плану (нагороду вручала Анджеліна Джолі) | • Джефф Бріджес — «Претендент» (за роль президента Джексона Івенс)                           |                                                                               |
| Найкраща чоловіча роль другого плану (нагороду вручала Анджеліна Джолі) | • Віллем Дефо — «Тінь вампіра» (за роль Макса Шрека)                                         |                                                                               |
| Найкраща чоловіча роль другого плану (нагороду вручала Анджеліна Джолі) | • Альберт Фінні — «Ерін Брокович» (за роль адвоката Еда Мезрі)                               |                                                                               |
| Найкраща чоловіча роль другого плану (нагороду вручала Анджеліна Джолі) | • Хоакін Фенікс — «Гладіатор» (за роль Коммода)                                              |                                                                               |
| Найкраща жіноча роль другого плану (нагороду вручав Ніколас Кейдж)      |                                                                                              | ★Марсія Ґей Гарден — «Поллок» (за роль Лі Краснер)                            |
| Найкраща жіноча роль другого плану (нагороду вручав Ніколас Кейдж)      | • Джуді Денч — «Шоколад» (за роль Арманди Вуазен)                                            |                                                                               |
| Найкраща жіноча роль другого плану (нагороду вручав Ніколас Кейдж)      | • Кейт Гадсон — «Майже знамениті» (за роль Пенні Лейн)                                       |                                                                               |
| Найкраща жіноча роль другого плану (нагороду вручав Ніколас Кейдж)      | • Френсіс МакДорманд — «Майже знамениті» (за роль Елейн Міллер)                              |                                                                               |
| Найкраща жіноча роль другого плану (нагороду вручав Ніколас Кейдж)      | • Джулі Волтерс — «Біллі Елліот» (за роль Джорджії Вілкінсон)                                |                                                                               |
| Найкращий сценарій, створений безпосередньо для екранізації             |                                                                                              | ★Кемерон Кроу — «Майже знамениті»                                             |
| Найкращий сценарій, створений безпосередньо для екранізації             | • Лі Голл — «Біллі Елліот»                                                                   |                                                                               |
| Найкращий сценарій, створений безпосередньо для екранізації             | • Сюзанна Грант — «Ерін Брокович»                                                            |                                                                               |
| Найкращий сценарій, створений безпосередньо для екранізації             | • Девід Францоні, Джон Логан та Вільям Ніколсон — «Гладіатор»                                |                                                                               |
| Найкращий сценарій, створений безпосередньо для екранізації             | • Кеннет Лонерган — «Можеш розраховувати на мене»                                            |                                                                               |
| Найкращий адаптований сценарій                                          | ★Стівен Гаан — «Траффік»                                                                     | ★Стівен Гаан — «Траффік»                                                      |
| Найкращий адаптований сценарій                                          | • Роберт Нелсон Джекобс — «Шоколад»                                                          |                                                                               |
| Найкращий адаптований сценарій                                          | • Хуї-Лінг Венг, Джеймс Шамус і Куо Юнг Тсаі — «Тигр, що підкрадається, дракон, що зачаївся» |                                                                               |
| Найкращий адаптований сценарій                                          | • Ітан Коен і Джоел Коен — «О, де ж ти, брате?»                                              |                                                                               |
| Найкращий адаптований сценарій                                          | • Стів Кловз — «Вундеркінди»                                                                 |                                                                               |
| Найкращий фільм іноземною мовою                                         | ★Тигр, що підкрадається, дракон, що зачаївся/卧虎藏龙 (Тайвань) режисерЕнг Лі                | ★Тигр, що підкрадається, дракон, що зачаївся/卧虎藏龙 (Тайвань) режисерЕнг Лі |
| Найкращий фільм іноземною мовою                                         | • Сука любов/Amores perros (Мексика) реж.Алехандро Гонсалес Іньярріту                        |                                                                               |
| Найкращий фільм іноземною мовою                                         | • Ми повинні допомагати один одному (Чехія) реж.Ян Гржебейк                                  |                                                                               |
| Найкращий фільм іноземною мовою                                         | • Все знамениті (Бельгія) реж.Домінік Дерюддер                                               |                                                                               |
| Найкращий фільм іноземною мовою                                         | • На чужий смак (Франція) реж.Аньєс Жауї                                                     |                                                                               |

### Інші категорії
| Категорії                                                       | Лауреати та номінанти | Лауреати та номінанти |                                                            |
| --------------------------------------------------------------- | --- | --- | ---------------------------------------------------------- |
| Найкраща музика Оригінальний саундтрек                          | | ★Тан Дун — «Тигр, що підкрадається, дракон, що зачаївся»                                                                                       |                                                            |
| Найкраща музика Оригінальний саундтрек                          | • Рейчел Портман — «Шоколад» | |                                                            |
| Найкраща музика Оригінальний саундтрек                          | • Ганс Ціммер — «Гладіатор» | |                                                            |
| Найкраща музика Оригінальний саундтрек                          | • Енніо Морріконе — «Малена» | |                                                            |
| Найкраща музика Оригінальний саундтрек                          | • Джон Вільямс — «Патріот» | |                                                            |
| Найкраща пісня до фільму                                        | ★Things Have Changed — «Вундеркінди» — музика та слова: Боб Ділан                                                                              | ★Things Have Changed — «Вундеркінди» — музика та слова: Боб Ділан                                                                              |                                                            |
| Найкраща пісня до фільму                                        | •A Fool In Love — «Знайомство з батьками» — музика та слова: Ренді Ньюман                                                                      | |                                                            |
| Найкраща пісня до фільму                                        | •I've Seen It All — «Танцююча в темряві» — музика: Бйорк, слова: Ларс фон Трієр та Сьон Сігурдссон                                             | |                                                            |
| Найкраща пісня до фільму                                        | •A Love Before Time — «Тигр, що підкрадається, дракон, що зачаївся» — музика: Хорхе Каландреллі, Тан Дун, слова: Джеймс Шамус                  | |                                                            |
| Найкраща пісня до фільму                                        | •My Funny Friend and Me — «Пригоди імператора» — музика: Стінг та Девід Гартлі, слова: Стінг                                                   | |                                                            |
| Найкращий монтаж                                                | | ★Стівен Мірріон — «Траффік» |                                                            |
| Найкращий монтаж                                                | • Джо Гатшінг, Саар Клейн — «Майже знамениті»                                                                                                  | |                                                            |
| Найкращий монтаж                                                | • Тім Скуайрес — «Тигр, що підкрадається, дракон, що зачаївся»                                                                                 | |                                                            |
| Найкращий монтаж                                                | • П'єтро Скалія — «Гладіатор» | |                                                            |
| Найкращий монтаж                                                | • Деде Аллен — «Вундеркінди» | |                                                            |
| Найкраща операторська робота                                    | | ★Пітер Пау — «Тигр, що підкрадається, дракон, що зачаївся»                                                                                     | ★Пітер Пау — «Тигр, що підкрадається, дракон, що зачаївся» |
| Найкраща операторська робота                                    | • Джон Метісон — «Гладіатор» | |                                                            |
| Найкраща операторська робота                                    | • Лайош Колтаї — «Малена» | |                                                            |
| Найкраща операторська робота                                    | • Роджер Дікінс — «О, де ж ти, брате?» | |                                                            |
| Найкраща операторська робота                                    | • Калеб Дешанель — «Патріот» | |                                                            |
| Найкраща робота художника-постановника, художника по декораціях | ★Тіммі Йип — «Тигр, що підкрадається, дракон, що зачаївся»                                                                                     | ★Тіммі Йип — «Тигр, що підкрадається, дракон, що зачаївся»                                                                                     |                                                            |
| Найкраща робота художника-постановника, художника по декораціях | • Майкл Коренбліт (постановник) , Мерідет Босвелл (декоратор) — «Як Ґрінч вкрав Різдво»                                                        | |                                                            |
| Найкраща робота художника-постановника, художника по декораціях | • Артур Макс (постановник) , Кріспіан Салліс (декоратор) — «Гладіатор»                                                                         | |                                                            |
| Найкраща робота художника-постановника, художника по декораціях | • Мартін Чайлдс (постановник) , Джилл Куїртьєр (декоратор) — «Перо маркіза де Сада»                                                            | |                                                            |
| Найкраща робота художника-постановника, художника по декораціях | • Жан Рабасса (постановник) , Франсуаз Бенуа-Фреско (декоратор) — «Ватель»                                                                     | |                                                            |
| Найкращий дизайн костюмів                                       | ★Дженті Єетс — «Гладіатор» | ★Дженті Єетс — «Гладіатор» |                                                            |
| Найкращий дизайн костюмів                                       | • Тіммі Йип — «Тигр, що підкрадається, дракон, що зачаївся»                                                                                    | |                                                            |
| Найкращий дизайн костюмів                                       | • Рита Раєк — «Як Ґрінч вкрав Різдво» | |                                                            |
| Найкращий дизайн костюмів                                       | • Ентоні Пауелл — «102 далматинці» | |                                                            |
| Найкращий дизайн костюмів                                       | • Жаклін Вест — «Перо маркіза де Сада» | |                                                            |
| найкращий звук                                                  | ★Скотт Міллан, Боб Бімер, Кен Вестон — «Гладіатор»                                                                                             | ★Скотт Міллан, Боб Бімер, Кен Вестон — «Гладіатор»                                                                                             |                                                            |
| найкращий звук                                                  | • Ренді Том, Том Джонсон, Денніс С. Сендс, Вільям Б. Каплан — «Вигнанець»                                                                      | |                                                            |
| найкращий звук                                                  | • Кевін О'Коннелл, Грег П. Расселл, Лі Орлофф — «Патріот»                                                                                      | |                                                            |
| найкращий звук                                                  | • Джон Т. Рейтц, Грегг Рудлофф, Девід Е. Кемпбелл, Кейт А. Вестер — «Ідеальний шторм»                                                          | |                                                            |
| найкращий звук                                                  | • Стів Маслоу, Грегг Ландакер, Рік Клайн, Айван Шеррок — «U-571»                                                                               | |                                                            |
| найкращий звуковий монтаж                                       | ★Джон Джонсон — «U-571» | ★Джон Джонсон — «U-571» |                                                            |
| найкращий звуковий монтаж                                       | • Алан Роберт Мюррей, Баб Асман — «Космічні ковбої»                                                                                            | |                                                            |
| Найкращі візуальні ефекти                                       | ★Джон Нельсон, Ніл Корбоулд, Тім Берк, Роберт Гарві — «Гладіатор»                                                                              | ★Джон Нельсон, Ніл Корбоулд, Тім Берк, Роберт Гарві — «Гладіатор»                                                                              |                                                            |
| Найкращі візуальні ефекти                                       | • Скотт Е. Андерсон, Крейг Гейс, Скотт Стокдік, Стен Паркс — «Невидимка»                                                                       | |                                                            |
| Найкращі візуальні ефекти                                       | • Стефан Фангмейер, Хабіб Заргарпур, Джон Фрейзьер, Уолт Конті — «Ідеальний шторм»                                                             | |                                                            |
| найкращий грим                                                  | | ★Рік Бейкер, Гейл Роуелл-Райан — «Як Ґрінч вкрав Різдво»                                                                                       | ★Рік Бейкер, Гейл Роуелл-Райан — «Як Ґрінч вкрав Різдво»   |
| найкращий грим                                                  | • Мішель Берк, Едуард Ф. Енрікес — «Клітка» | |                                                            |
| найкращий грим                                                  | • Енн Б'юкенен, Ембер Сіблі — «Тінь вампіра»                                                                                                   | |                                                            |
| Найкращий документальний повнометражний фільм                   | ★У чужі руки: Історії Кіндертранспорта/Into the Arms of Strangers: Stories of the Kindertransport (Марк Джонатан Гарріс та Дебора Оппенхаймер) | ★У чужі руки: Історії Кіндертранспорта/Into the Arms of Strangers: Stories of the Kindertransport (Марк Джонатан Гарріс та Дебора Оппенхаймер) |                                                            |
| Найкращий документальний повнометражний фільм                   | • Спадщина/Legacy (Тод Лендінг) | |                                                            |
| Найкращий документальний повнометражний фільм                   | • Довгий шлях з ночі в день/Long Night's Journey into Day (Френсіс Рейд і Дебора Хоффманн)                                                     | |                                                            |
| Найкращий документальний повнометражний фільм                   | • Скоттсборо: Американська трагедія/Scottsboro: An American Tragedy (Барак Гудман та Деніел Анкер)                                             | |                                                            |
| Найкращий документальний повнометражний фільм                   | • Звук і лють/Sound and Fury (Джош Аронсон та Роджер Вайсберг)                                                                                 | |                                                            |
| найкращий документальний короткометражний фільм                 | ★Велика мама/Big Mama (Трейсі Серетін) | ★Велика мама/Big Mama (Трейсі Серетін) |                                                            |
| найкращий документальний короткометражний фільм                 | • Сцена кличе/Curtain Call (Чарльз Бреверман і Стів Калафер)                                                                                   | |                                                            |
| найкращий документальний короткометражний фільм                 | • Дельфіни/Dolphins (Грег МакГілврі і Алек Лорімор)                                                                                            | |                                                            |
| найкращий документальний короткометражний фільм                 | • Людина на носі Лінкольна/The Man on Lincoln's Nose (Деніел Рейм)                                                                             | |                                                            |
| найкращий документальний короткометражний фільм                 | • на навшпиньках: легкі кроки до свободи/On Tiptoe: Gentle Steps to Freedom (Ерік Симонсон і Ліла Демоз)                                       | |                                                            |
| Найкращий ігровий короткометражний фільм                        | ★Я хочу бути…/Quiero ser (I want to be…) (Флоріан Галленбергер)                                                                                | ★Я хочу бути…/Quiero ser (I want to be…) (Флоріан Галленбергер)                                                                                |                                                            |
| Найкращий ігровий короткометражний фільм                        | • Кур'єром/By Courier (Пітер Рігерт та Еріка Фредерік)                                                                                         | |                                                            |
| Найкращий ігровий короткометражний фільм                        | • Випадкова зустріч/One Day Crossing (Джоан Стейн та Христина Лазаріді)                                                                        | |                                                            |
| Найкращий ігровий короткометражний фільм                        | • Серагліо /Seraglio (Гейл Лернер та Колін Кемпбелл)                                                                                           | |                                                            |
| Найкращий ігровий короткометражний фільм                        | • Футбольна історія/Uma História de Futebol (Пауло Машлін)                                                                                     | |                                                            |
| найкращий анімаційний короткометражний фільм                    | ★Батько та дочка/Father and Daughter (Міхаель Дудок де Віт)                                                                                    | ★Батько та дочка/Father and Daughter (Міхаель Дудок де Віт)                                                                                    |                                                            |
| найкращий анімаційний короткометражний фільм                    | • Майстер перук/The Periwig-Maker/Der Perückenmacher (Штеффен Шеффлер та Аннет Шеффлер)                                                        | |                                                            |
| найкращий анімаційний короткометражний фільм                    | • Знехтувані/Rejected (Дон Херцфельд) | |                                                            |

### Спеціальні нагороди
| Нагорода                                                     | Лауреати |                                                                         |
| ------------------------------------------------------------ | --- | ----------------------------------------------------------------------- |
| Премія за видатні заслуги в кінематографі (Почесний «Оскар») | ★Джек Кардіфф — майстру світла та кольору. (master of light and color.)                                                                  | ★Джек Кардіфф — майстру світла та кольору. (master of light and color.) |
| Премія за видатні заслуги в кінематографі (Почесний «Оскар») | ★ Ернест Леман (Ernest Lehman) — на знак визнання та захоплення його творчістю. (in appreciation of a body of varied and enduring work.) |                                                                         |
| Нагорода імені Ірвінга Тальберга                             | ★Діно Де Лаурентіс | ★Діно Де Лаурентіс                                                      |
| Нагорода імені Гордона Соєра                                 | ★Ірвін У. Янг (Irwin W. Young) | ★Ірвін У. Янг (Irwin W. Young)                                          |